# 北陸鉄道金沢市内線
金沢市内線（かなざわしないせん）は、かつて石川県金沢市に存在した北陸鉄道の軌道線である。
金沢市の旧市域を中心に敷設された路面電車で、金沢駅と市街地などを結んだ。通称は市電。青い車両が走ったことから市民からは「青電車」とも呼ばれていた。1919年（大正8年）に金沢電気軌道のもとで最初の区間が開業。1942年（昭和17年）に北陸鉄道に移管。1945年（昭和20年）の延伸をもって計12.5キロメートルの路線網が完成した。1966年（昭和41年）に一部、翌1967年（昭和42年）に全線廃止された。

## 概要
北陸鉄道金沢市内線は、かつて金沢市内に存在した路面電車である。金沢市の金沢電気軌道が、1912年（明治45年）軌道敷設特許取得、1916年（大正5年）会社設立という長い準備期間を経て1919年（大正8年）2月に金沢駅前から兼六園下までの区間を開通させたのが路線の始まり。1919年内に犀川・浅野川に挟まれた中心部の第1期線全線が開業、さらに1922年（大正11年）までに第2期線が開業し、加えて1945年（昭和20年）の延伸で総延長12.5キロメートルの路線網が完成した。この間の第二次世界大戦下で3度の事業再編があり、1943年（昭和18年）より現在の北陸鉄道による運営となった。
路線は全線1,067ミリメートル軌間で、直流600ボルト電化を採用。路線網は、金沢城址周辺を一周する路線と、環状線から4方向へ放射線状に伸びる路線（武蔵ヶ辻 - 金沢駅前間、橋場町 - 東金沢駅前間、兼六園下 - 小立野間、香林坊 - 野町駅前間）、さらに香林坊 - 野町駅前間の途中（野町広小路）で分岐して寺町へ至る路線によって構成された。路線網の端には北陸本線金沢駅および東金沢駅が立地し、同じ北陸鉄道が運営する郊外線の浅野川線・石川線・金石線（1971年廃線）とも接続していた。これら北陸鉄道の郊外線3路線は市内線とは別個に運転されていたが、松金線（1955年全廃）については市内線との直通運転が実施され、1945年（昭和20年）まで市内線の電車が松金線の終点である松任町（当時）の松任駅まで乗り入れていた。
最盛期の1947年度（昭和22年度）には年間3,900万人・1日平均10万6,000人の利用があったが、戦後路線網が拡大し続けた路線バスへと徐々に乗客の移行が進む。加えて自動車交通量の増加や、1960年代に入ってからの急激な赤字拡大といった問題を抱えた。廃止はまず道路拡張の支障となった路線網北端の鳴和 - 東金沢駅前間0.8キロメートルからで、1966年（昭和41年）2月限りで廃止。同区間の廃止手続中に残存区間も社内最大の赤字線区となったことから全線撤去・バス転換の方針が打ち出され、さしあたり同年12月25日限りで橋場町 - 鳴和間2.0キロメートルが廃止され、残存区間9.7キロメートルも1967年（昭和42年）2月10日の運転を最後に一括廃止された。北陸3県の県庁所在地の路面電車で唯一、全廃された。

## 歴史

### 第1期線開業
金沢市に路面電車を敷設する計画は1905年（明治38年）ごろからいくつか浮上したが、軌道敷設特許取得まで進んだものは1911年（明治44年）に立案された「北陸電気軌道」の計画である。発起人は1912年（明治45年）6月28日に特許を得たが、発起人の交代や中心人物の入れ替わりがあり会社設立までに時間を要し、4年後の1916年（大正5年）10月29日、ようやく「金沢電気軌道株式会社」として会社設立に至った。筆頭株主の旧加賀藩主前田侯爵家の前田利為をはじめ旧藩関係者が多く出資しており、社長にも旧藩家老の家の出である本多政以が就いた。
会社発足当時、金沢市内の道路は江戸時代からほとんど変わっておらず旧態依然としたものであった。そこで市街電車の敷設とともに市区改正・道路拡張を行うこととなり、金沢電気軌道・石川県・金沢市3者の費用負担により金沢市が工事を執行するという事業が纏められた。犀川・浅野川に挟まれた中心市街地の道路が第1期工事として施工され、1917年度（大正6年度）から1919年度（大正8年度）にかけて主要道路の幅員が8間（約14.55メートル）に拡張された。

第1期線開業時の路線図。第1期線のほか未開業の第2期線予定線も記載。

電車敷設にあたり、金沢電気軌道では本社・車庫用地として上胡桃町（現・小将町）の金沢地方裁判所跡地を買収した。道路拡張に続く軌道敷設工事は会社の担当であり、まず第1期線として以下の区間の建設が決まった。
- 武蔵ヶ辻より枯木橋（橋場町交差点）、紺屋坂下（兼六園下）、香林坊を回って武蔵ヶ辻へ戻る路線
- 武蔵ヶ辻より北陸本線金沢駅前へ至る路線
- 枯木橋より浅野川大橋へ至る路線
- 紺屋坂下より金沢病院（現・金沢大学附属病院）前へ至る路線
- 香林坊より犀川大橋へ至る路線

このうち金沢駅前停留場から武蔵ヶ辻・橋場町を経て兼六園下停留場（開業時「兼六公園下」）へ至る区間が先行着工され、1919年（大正8年）2月2日より営業を開始する。次いで同年7月13日に第1期線全線開通に至り、橋場町から浅野川大橋停留場まで、兼六園下から小立野停留場（開業時「金沢病院前」）まで、兼六園下から香林坊停留場まで、武蔵ヶ辻から香林坊経由で犀川大橋停留場までの区間が開業した。
この第1期線全線開業にあわせて4日間、車体に大量の電球を取り付けた5台の花電車が祝賀運転され、15日には公会堂にて竣工式典が挙行された。

### 第2期線開業
第1期線に続く市内線第2期線予定線は以下の5区間からなっていた。
- 武蔵ヶ辻 - 金沢駅前間の白銀町停留場から金石電気鉄道起点のある長田町[注釈 1]まで
- 浅野川大橋停留場（大橋南詰）から山ノ上町を経て下大樋町まで
- 金沢病院前停留場から先、上石引町地内を延伸
- 犀川大橋停留場（大橋北詰）から松金電車鉄道起点のある野町5丁目を経て有松町まで
- 野町で分岐して野田寺町1丁目まで

上記のうち長田町・下大樋町・有松町はそれぞれ当時の金沢市域の西端・北端・南端である。金沢電気軌道では資金調達の都合から、第2期線全線着工を見送って2つの郊外線との連絡線を先に建設する方針を固める。同時に郊外線の自社経営を目指して会社合併を目指したが、金石電気鉄道の合併は破談、一方で松金電車鉄道の合併は1919年12月に決定された。従って金石連絡線の着工は延期となった。第2期線全線着工見送りの会社方針について、金沢市会では反対する意見が出たものの、市の側も電車敷設に伴う市区改正費用を全線分捻出するのは困難であった。結局、市財政を踏まえて犀川以南では野町までの野町線（松金連絡線）と兵営の関係から野田寺町線を、浅野川以北では大樋線のうち山ノ上町までの区間を優先的に着工する方針が決定され、1920年度から市の市区改正事業が始まった。

1937年時点の金沢電気軌道市内線路線図

第2期線はまず野町線が1920年（大正9年）11月20日に開業した。終点は松任に繋がる松金線の起点野町5丁目。野町線開業を機に松金線の車両は市内線との共用とされ、市内線香林坊停留場から松金線までの直通運転も始まった。運賃上の市内線・松金線分界点は当初松金線泉停留場とされた。その後1934年（昭和9年）に石川線野町駅前に野町駅前停留場が新設されるとともに駅前までの区間が複線化され、野町駅前までが市内線となった。
野町線に続く開業は野田寺町線で、翌1921年（大正9年）7月10日に野町広小路停留場から寺町停留場（開業時「野村兵営前」）までが開通する。次いで大樋線南部が建設され、1922年（大正11年）7月13日に浅野川大橋停留場から小坂神社前停留場までが開通、同年12月14日には浅野川大橋上が繋がって、橋場町 - 小坂神社前間が全線開通した。だがこの直前の同年8月3日、豪雨で線路を通していた犀川大橋が流出してしまう。電車専用の仮橋を架設して運行を続けたが、犀川大橋が復旧するのは2年後の1924年（大正13年）7月10日のことである。
金沢電気軌道による市内線建設は1922年をもって停止し、野町以南・大樋線北部・金石連絡線は建設されなかった。これらの区間、すなわち野町5丁目 - 有松町間、山ノ上町3丁目 - 下大樋町間、白銀町 - 長田町間は期限内に工事施工認可を申請しなかったとして1926年（大正15年）4月7日付で特許失効となっている。また同じく特許を得ていた上石引町地内の延伸についても1929年（昭和4年）12月7日に起業廃止が許可された。

### 金沢電気軌道時代の経営
金沢電気軌道は市内線第2期線建設と並行して郊外進出を推進しており、1920年3月にまず松金電車鉄道を合併し松任までの松金線を取得、次いで1922年10月に金沢市内と北陸本線西金沢駅を結ぶ路線（金野線→石川線）も整備した。さらに翌1923年5月には西金沢駅から先鶴来までを結ぶ石川線を石川鉄道から買収している。その後1926年（大正15年）5月、金沢駅前と浅野川下流地域を結ぶ浅野川電気鉄道（後の北陸鉄道浅野川線）が開通、市内線と連絡した。郊外線では金石町方面へ至る金石電気鉄道（後の北陸鉄道金石線）が唯一市内線から離れて立地していたが、1926年10月から白銀町と起点中橋駅を結ぶ路線バスの運行が開始され間接的に市内線との連絡を果たした。
市内線の乗車人員は開業以来毎年増加し、1925年（大正14年）には年間1532万人・1日平均約4万2000人となった。その後1930年までの5年間は1日平均4万人前後で推移する。この間、乗客増加で車掌の車内検札が難しくなったことから値下げによる不況対策も兼ねて1927年（昭和2年）2月に均一運賃を導入している。1935年までの5年間では乗車人員は1日平均4万人に毎年達しておらず、特に1933年（昭和8年）は年間1284万人・1日平均約3万5000人にまで落ち込んだ。これは当時の不況の影響を受けたもので、線路や車両など施設の更新期が重なって電車収入だけでは配当ができないほどの経営不振に追い込まれた。ただ不況は他の業界も同様であり、造船不況の渦中にあった藤永田造船所に半鋼製車両の価格を見積もらせたところ1両7000円と予想より安くなったため車両購入を決定した。これにより定期的な車体締め直しが必要な木造車両を一部半鋼製車両に置換えた。
1931年（昭和6年）12月、金沢電気軌道は兼営の路線バス事業を開始した。最初の路線は金沢駅前と市外の寺井（現・能美市）を結ぶだけであったが、半年後の1932年（昭和7年）4月より金沢市内路線を開設、以後毎年のように市内バス路線を拡充していった。ただしそれでも市内交通の主力は路面電車（市内線）であり、バスは電車を補助する程度の存在に留まっていた。なお1935年の時点では兼営市内バスの年間乗客数は235万人（1日平均約6400人）であった。

### 北陸鉄道発足と延伸
金沢電気軌道は1932年に高岡電灯社長菅野伝右衛門が社長に就任したのが示すように、1930年代には富山県高岡市の電力会社高岡電灯の傘下に入っていた。また1921年より兼営の電気供給事業を手掛けていたが、この事業は1930年代後半にかけて徐々に大型化した。日中戦争が深刻化した1940年代に入ると、北陸の電力業界では富山県の日本海電気の主唱で電気事業統合が急速に具体化され、翌1941年（昭和16年）には日本海電気・高岡電灯のほか金沢電気軌道をも含む計12社の合併が取りまとめられた。そして1941年8月1日、12社の新設合併により新会社北陸合同電気が成立、金沢電気軌道を含む旧会社は解散した。
この再編により金沢市内線を含む旧金沢電気軌道の鉄軌道・路線バス事業は北陸合同電気に引き継がれるが、配電統制令によって北陸合同電気は翌1942年（昭和17年）4月1日付で国策配電会社北陸配電に吸収された。このとき付帯事業を北陸配電に持ち込まないようにするため、設立と同日付で交通部門資産の現物出資により新会社・（旧）北陸鉄道株式会社が立ち上げられた。その後富山地方鉄道発足に刺激され石川県内でも交通事業の戦時統合を目指す動きが促進され、（旧）北陸鉄道を含む石川県下の交通事業者7社の合併が実現、1943年（昭和18年）10月13日に現在の北陸鉄道が発足した。郊外線の金石電気鉄道もこの合併に参加し、浅野川電気鉄道も遅れて1945年（昭和20年）10月に合併されている。
北陸鉄道発足当時は太平洋戦争下であったことから、出征した男子従業員に替わって18歳前後の女性で構成される女子勤労報国隊が市内線にも配属され、車掌業務、次いで運転士業務を受け持つようになった。1944年（昭和19年）になると軍港所在地呉市（広島県）を走る呉市電へ木造車3両の譲渡を強制され、また金属製のブレーキシューの配給が細りセメントや木材など代用品利用を余儀なくされた。同年10月1日にはラッシュ時対策として10か所の停留場が廃止された。
1944年4月18日、北陸鉄道に対し金沢市白銀町 - 木ノ新保（金沢駅前）間0.82キロメートルならびに山ノ上町3丁目 - 小坂町間1.7キロメートルの軌道敷設の特許が下りた。前者は金沢駅への輸送強化のための路線で、翌1945年（昭和20年）5月17日付で白銀町停留場から六枚町停留場経由で金沢駅前停留場へ至る区間が開業、金沢駅前のループ線が出現した（既設白銀町 - 金沢駅前間は単線化）。後者は東金沢駅周辺に位置する軍需工場への通勤輸送強化を目的とした路線で、ループ線開通と同日付でまず南半分、小坂神社前停留場から鳴和停留場までの区間が開通した。これら新線に資材を供出するため1944年11月に松金線野町駅前 - 野々市間が廃止されている。この部分廃線に伴い1920年より行われていた市内線・松金線直通運転は野町 - 野々市間を石川線に振り替えて継続されたが、1945年8月に取り止められた。
1945年の終戦直前の時期には福井市や富山市で空襲が激化し、次は金沢市が対象となるとの噂が広まったため、市内線は毎晩20時で運転を打ち切り、車両を車庫から出して分散疎開させる措置が採られた。ただし実際には直接的な空襲被害を受けることはなかった。

### 戦後の動向
終戦後の1945年12月1日、鳴和停留場から東金沢駅前停留場までの延伸が完成する。終戦直後は片町通りに形成された闇市への買出し客が多く市内線を利用した。また塩不足が発生したため10月より浅野川線粟ヶ崎海岸から市内線兼六園下まで海水運搬電車を運転し、海水を市民に販売して好評を得た。市内線輸送のピークは終戦間もない1947年度（昭和22年度）に出現し、年間3900万人・1日平均10万6000人の利用があった。
戦時中の酷使で荒廃した諸施設の整備が始まったばかりの1949年（昭和24年）7月20日、電車車庫・工場が焼失するという火災が発生した。火災の復旧とあわせて施設の改善が急ピッチで進められ、市内線初となるボギー車運転開始（1949年11月22日）、集電装置のビューゲル化（1950年4月）、上胡桃町変電所の新設（1951年9月）が相次いで実施された。このうちボギー車は1950年3月までに10両が導入され、翌1951年4月には12両も増備されている。一方、金石線と市内線の連絡線新設は計画されたものの、当時拡大されつつあった路線バスで補われたため実現せずに終わった。
下記#運賃の推移にて詳述するように、戦後昭和20年代はインフレーションにあわせて運賃の値上げが相次いだが、1955年（昭和30年）12月に3円の値上げ（10円から13円均一へ）を実施する際には金沢市議会の反対に遭い、市民団体による阻止活動も展開されて政治問題と化した。最終的には軌道改修を進めるという条件で金沢市議会の承認を得た。
1950年代は路線バスの拡充が進んだ時代であり、金沢市周辺では1955年に松金線代替バス運行開始を機に金沢 - 松任 - 小松間が増発され、特に金沢市南西部の有松までの間はラッシュ時5分間隔という電車並みの運行となった。この有松については市内線を野町から延伸する計画が1955年（昭和30年）4月の社内計画委員会にて答申されたが実現していない。バス関連の施設整備も進められ、1952年（昭和27年）2月には金沢駅前にバスターミナルが開設されている。

### 道路混雑の激化と採算悪化
北陸鉄道社内全体では、1958年度（昭和33年度）上期にバス事業収入が鉄軌道事業収入を上回るようになり、乗車人員も1961年度（昭和36年度）下期にバスが鉄軌道線を越え、会社の主力事業がバスに切り替わった。この時期、路線網についてもバスが拡充され続ける中で、鉄軌道線は乗客減と道路整備の都合から1955年に松金線が廃止となり、次いで県南部の粟津線も道路整備のため1962年（昭和37年）に廃止され、徐々にバス転換が進みつつあった。
鉄軌道事業の退勢傾向の中で、金沢市内線についても1947年度に年間乗車人員の最高記録を記録したが5年後の1952年度には年間2800万人に減少した。その後1961年度まで年間2700万人台を維持したが1962年度以降大きく減少、1964年度は年間2302万人（1日平均約6万3000人）に低迷した。一方、同年度の北陸鉄道路線バス市内線の乗車人員は3277万人であり、金沢市内でも電車よりバスが主力となっていた。当時（昭和30年代以降）の高度経済成長に伴い、第二次・第三次産業従業者の増加、高等学校進学率の増加、そして人口自体の増加によって通勤・通学需要が増大していた。しかしながら人口増加は三馬地区・米丸地区をはじめとする旧市域外の新しい住居地区が中心であり、そうした近郊地域に新路線を続々と開設した市内バスが利用を増やし、限られた市街地域を走る市内電車に替わって市内交通の主役になったのである。
市内線を取り巻く環境の変化には、もう一つ自動車交通の増加もあった。金沢市における自動車保有台数は1960年代に大きく増加し、1964年には5年前の2.6倍、3万7000台に達している。台数増に伴い一般家庭の通勤・行楽や中小企業の業務交通を主体とする自動車交通量が急増する。その一方で、金沢市は戦災を経験しなかったことから戦災都市に比べて道路の拡張が著しく遅れていた。市では戦前の1930年に道路網の改良計画をまとめていたが、事業は戦前のうちに完成せず、戦後も容易に進展しなかった。従って戦災都市で幅員の広い道路が建設されていく中にあっても、金沢市では多くの幹線道路が大正時代に路面電車が敷設されたときのままで、広くても幅員は18メートルに過ぎなかった。その状態で交通量が急増したことから、狭い道路に自動車が集中し、市内交通は麻痺状態に陥った。一例として、1965年（昭和40年）10月の調査によると、中心部片町の交通量は道路構造令に定められた自動車交通容量の3倍に達しており、極端な低速運転を強いられる状態にあった。
道路交通量の増加は電車の運行速度低下に繋がった。一例として、金沢駅前 - 小立野間（1系統）の4.1キロメートルをバスは14分で運行するところ電車では22分も要した。速度低下による運行費用増加に高度経済成長に伴う人件費増加が重なって、市内線の収支は赤字に転落し、その赤字幅が拡大し続けていく。赤字転落は1960年度のことで、前年度の224万円の黒字から1935万円の赤字となった。1963年1月の「三八豪雪」では市内線は1月23日から2月12日まで3週間にわたって運休して多額の損害を受け、この1962年度には9526万円の赤字が生じる。採算悪化を受けて金沢市議会の同意を得て1963年12月8年ぶりに運賃値上げ（15円に）に踏み切ったものの、翌1964年度の赤字額は1億1150万円に達した。北陸鉄道全体で見ても昭和30年代から赤字が慢性化しており、同年度の赤字額は3億9329万円にのぼっていた。

### 兼六坂暴走事故
1965年（昭和40年）6月24日、ブレーキ故障が原因で電車が急な下り坂を暴走し脱線・転覆するという事故が発生した。事故現場は兼六園脇の兼六坂（尻垂坂）。小立野発野町駅前行きとして半鋼製単車モハ300形309が運行中のところ、兼六坂上の出羽町停留場を発車後、ブレーキロッドの折損が発生した。運転士の下車点検中、坂上に停車していた電車が乗客を乗せたまま動き出してしまったため、運転士は持っていたブレーキハンドルを手歯止めにして停車させようとしたが失敗。レバー不携帯のまま電車に戻ったが急坂を下る電車を止めることができず、電車は坂下の兼六園下停留場の分岐器に引っ掛かり脱線、その勢いのまま30メートル走って横転した。
事故発生が15時50分であったことから乗客には下校中の中学生が多かった。事故で乗客23人と乗務員2人が重軽傷を負い、うち当日夜に中学3年生の男子1名が死亡した。市内線では1955年7月21日に鳴和町で発生した脱線事故（乗客10人重軽傷）に次ぐ大事故であった。事故翌日、金沢市長や市議会、金沢商工会議所から安全対策の徹底を求める意見が相次ぎ会社へ提出される。警察からは全車両のブレーキ設備再点検および事故車と同タイプの半鋼製単車の検査完了までの運行停止を警告された。事故後、名古屋陸運局の調査が入り、次いで7月末には運輸省・建設省合同の保安監査が入って車両整備の徹底や運転保安の再教育などについて勧告があった。
以前から運転士の間では自動車増加による速度低下で電車をいずれ廃止せざるを得ないと話し合われていたが、この暴走事故が金沢市内線廃止の流れを決定づけたとされる。

### 廃線へ
金沢市内線廃止の議論が始まったのは1960年代に入ってからのことである。片町周辺の道路は1962年に幅員22メートルへと拡幅され、市内最初の歩道付き街路として整備されたが、この都市計画に関連して1961年8月に市内線撤去について金沢市に意見があった。これについて北陸鉄道では、償却費や撤去費がかさむこと、まだ年間2700万人の利用がありバスより電車の方が輸送原価が安いこと、バス転換しても道路の混雑は解消されないこと、といった点を挙げて撤去は適当でなない旨を表明する。ただし都市計画上の必要があれば、バス転換費用などの補償など会社希望の条件が満たされた場合には撤去に反対しない、という意向を加えていた。その後1965年6月に上記暴走事故が発生すると、地元紙北國新聞に市民の中に出ている市内線撤去の声に拍車をかけるであろう、会社はこの際事故防止の根本対策に関連して廃止問題を真剣に考えてはどうか、という旨の社説が出されている。
1965年、都市計画道路の拡張に伴い鳴和 - 東金沢駅前間0.8キロメートルの専用軌道敷が道路予定地となったため、金沢市から土地買収の要請が出された。そこで北陸鉄道では同区間のバス転換を決定、12月に廃止を申請し翌1966年（昭和41年）2月23日付で国からの廃止許可を得た。同区間は3月1日付で廃止され、バス転換された。
部分廃止決定後、社内最大の赤字線区で2年後には年間2億円以上の赤字を計上すると予想されるとして、北陸鉄道では市内線全廃の方針を打ち出し、1965年11月27日の株主総会を前にその方針を表明、次いで12月27日の取締役会にて全面廃止方針を決定した。翌1966年2月21日には、会社は市に対し市内線全廃・バス転換を正式に申し入れた。会社方針に対し金沢市議会では運輸対策特別委員会にて検討を重ね、6月15日交通緩和に廃止は必須という意見をまとめた。20日の市議会全員協議会もこれを承認し市長に答申する。その後8月15日に市と会社の間に全面撤去に関する協定書が交わされた。こうして市の同意を得たことで会社は10月から廃止手続を開始し、1966年12月19日付で国からの廃止許可を得るに至った。
廃止許可後、年末年始と重なる点を考慮して橋場町 - 鳴和間2.0キロメートルのみ12月26日付で廃止・バス転換した。残りの区間は翌1967年（昭和42年）2月11日付の廃止と決定され、2月1日からは花電車の運行を行った。最終運行日は2月10日で、路線を一巡した花電車6両が23時に車庫へと到着したのをもって運行を終了した。翌11日、電車代行バスが運行を開始。20日から電気関係、3月19日から線路関係の撤去工事が始まり、1968年（昭和43年）1月21日に撤去工事がすべて終了した。

### 年表
- 1912年（明治45年）6月28日 : 会社発起人に対し軌道敷設特許。
- 1916年（大正5年）10月29日 : 金沢電気軌道設立。
- 1919年（大正8年）2月2日 : 第1期線のうち金沢駅前 - 武蔵ヶ辻 - 兼六公園下間開業。
- 1919年（大正8年）7月13日 : 橋場町 - 浅野川大橋間・兼六公園下 - 金沢病院前（後の小立野）間・兼六公園下 - 香林坊間・武蔵ヶ辻 - 香林坊 - 犀川大橋間開業。以上で第1期線全線開業。
- 1920年（大正9年）11月20日 : 第2期線のうち野町線開業。犀川大橋より松金線起点（野町5丁目）まで。
- 1921年（大正9年）7月10日 : 第2期線のうち野田寺町線開業。野町広小路より野村兵営前（後の寺町）まで。
- 1922年（大正11年）7月13日 : 第2期線のうち大樋線開業。浅野川大橋より小坂神社前まで。
- 1922年（大正11年）12月14日 : 大樋線浅野川大橋上の軌道開通。
- 1926年（大正15年）4月7日 : 第2期線未開業区間の特許失効。
- 1927年（昭和2年）2月11日 : 運賃制度を区間制から均一制へ変更。
- 1941年（昭和16年）8月1日 : 金沢電気軌道ほか11社の合併により北陸合同電気設立。
- 1942年（昭和17年）4月1日 : 北陸合同電気の交通事業を継承して（旧）北陸鉄道設立。
- 1943年（昭和18年）10月13日 : （旧）北陸鉄道を含む石川県下の交通事業者7社の合併で北陸鉄道設立。
- 1945年（昭和20年）5月17日 : 白銀町 - 六枚町（後の英町） - 金沢駅前間のループ線と小坂神社前 - 鳴和間開業。
- 1945年（昭和20年）8月 : 松金線との直通運転停止。
- 1945年（昭和20年）12月1日 : 鳴和 - 東金沢駅前間延伸開業。
- 1949年（昭和24年）7月20日 : 車庫火災が発生。
- 1949年（昭和24年）11月22日 : ボギー車初運転。
- 1963年（昭和38年）1月23日 : 三八豪雪のため運休（2月12日まで）。
- 1965年（昭和40年）6月24日 : 兼六坂（出羽町 - 兼六園下間）で脱線転覆事故発生。
- 1965年（昭和40年）12月27日 : 取締役会において市内線全線廃止方針決定。
- 1966年（昭和41年）3月1日 : 鳴和 - 東金沢駅前間廃止。
- 1966年（昭和41年）12月19日 : 全線廃止許可が下りる。
- 1966年（昭和41年）12月26日 : 橋場町 - 鳴和間廃止。
- 1967年（昭和42年）2月11日 : 金沢市内線全線廃止、バス転換。

## 路線・停留場

1961年時点の路線図

金沢市内線は、1963年（昭和38年）6月1日時点の集計で営業キロ12.5キロメートル、全線1,067ミリメートル軌間、直流600ボルト電化の路線であった。路線網は、金沢城址周辺を一周する環状線と、そこから4方向へ放射線状に伸びる路線、さらにそのうち1本の途中から分岐する路線によって構成された。停留場数は33か所。以下、各路線の当時の状況を順に解説する。ここでは「停留場」と明記がないものは停留場名ではなく金沢市内の地名を指す。

### 環状線部分

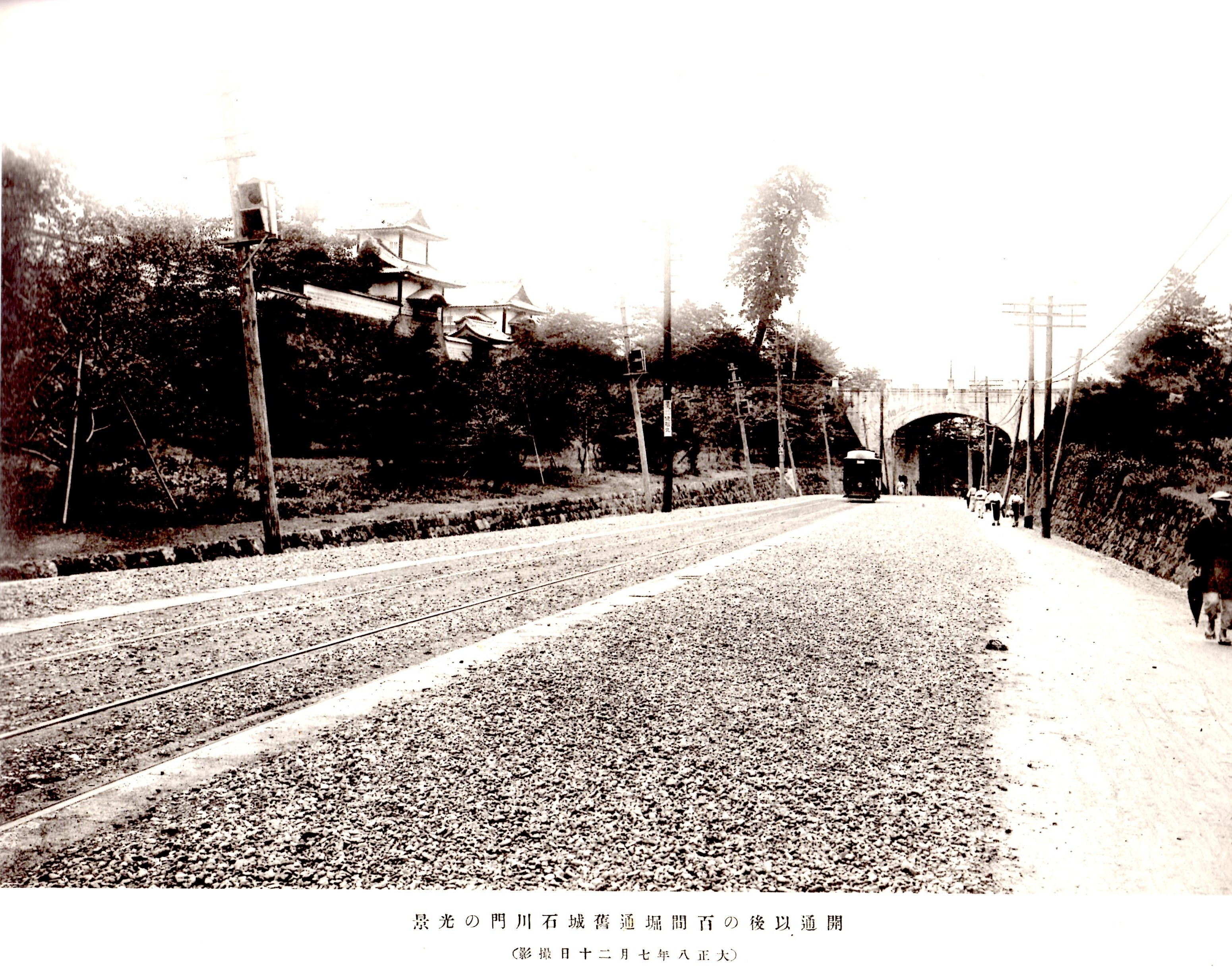
百間堀通の市内線（1919年撮影）

金沢城址周辺を走る環状線の北西角は武蔵ヶ辻である。ここは4方向への幹線道路が集まる交差点であるとともに、百貨店や商店街が並ぶ繁華街の中心地にあたる。市内線も東および南方向に向かう環状線と、北西方向に伸びる金沢駅前への路線との三叉路であった。
武蔵ヶ辻から東へ向かうと、路線は博労町にかけて市姫通を経由する。ここは1904年（明治37年）に開通した道路で、沿道は明治・大正期においては市内最大の繁華街であった。博労町から先は尾張町を経て橋場町に達する。この区間は江戸期の北陸街道にあたる。橋場町の交差点より環状線は南へ転ずるが、ここから北へ向かう東金沢駅前への路線もあった。
橋場町から南へ向かう路線は、味噌蔵町を経て、兼六園に通ずる紺屋坂との交差点に出る。ここに兼六園下停留場があり、環状線と小立野へ伸びる路線の三叉路が形成されていた。また交差点の南東には当時北陸鉄道本社があり、市内線の車庫も隣接していた。
環状線の路線は兼六園下停留場から南西方向へ進み、西を金沢城址、東を兼六園に挟まれた百間堀通を通過する。この百間堀通は、小立野台地の先端に位置する金沢城と兼六園を隔てる形で開削されていた金沢城百間堀を1910年（明治43年）に埋め立てて開通したもの。百間堀通を過ぎると東西方向の広坂通に出る。沿道には金沢市役所や石川県庁が立地する。
環状線の南西角は香林坊である。広坂通から西へ進んだ環状線は香林坊で北へ転じ武蔵ヶ辻へ戻っていくが、南へ向かう野町広小路方面への路線もあった。香林坊から武蔵ヶ辻にかけては途中石浦町・南町・上堤町・下堤町を経由する。この区間の道路もかつての北陸街道にあたる。
環状線部分設置の停留場は以下の通り。
環状線部分停留場一覧（廃止時点）
武蔵ヶ辻 - 尾張町 - 橋場町 - 味噌蔵町 - 兼六園下 - 県庁前 - 香林坊 - 尾山神社前 - 南町 - 堤町 - 武蔵ヶ辻
- 兼六公園下は「車庫前」より1950年1月「北鉄本社前」へ改称、さらに50年代中に「公園下」となり、1960年代に入ってから「兼六園下」となる。
- 戦中の廃止から復帰した停留場に尾張町（1945年12月）、味噌蔵町・県庁前（1940年代後半）、尾山神社前・堤町（1950年代前半）がある。

### 武蔵ヶ辻 - 金沢駅前間

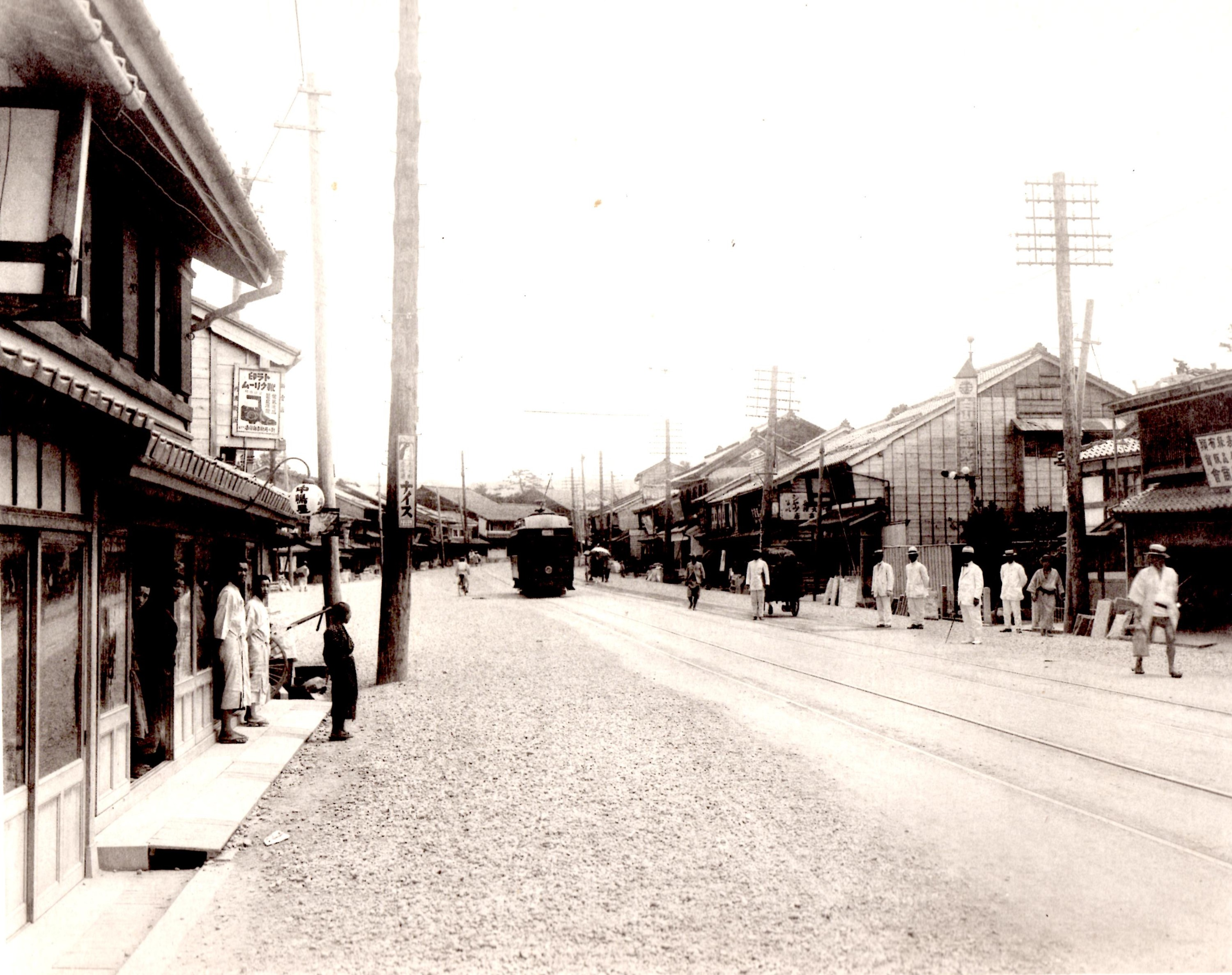
白銀町から安江町方面の線路（1919年撮影）

武蔵ヶ辻で環状線より分かれ北西方向に進むと、安江町・白銀町を通り、南北方向の本町通との交差点にあった白銀町停留場に至る。ここから北陸本線金沢駅前までは路線が二手に分かれており、一方は本町通経由で駅前へ、もう一方は西の英町（はなぶさちょう）を回ってから昭和通にて駅前へ達する。この白銀町 - 金沢駅前間は単線のループ線になっており、電車は武蔵ヶ辻→白銀町→英町（六枚町）→金沢駅前→白銀町→武蔵ヶ辻、という順路で運転された。
線路が通る道路のうち白銀町 - 金沢駅前間の本町通は1899年（明治32年）に開通。昭和通の金沢駅周辺区間（犀川以北 - 駅前間）は戦時中に完成したものである。
当該区間設置の停留場は以下の通り。
武蔵ヶ辻 - 金沢駅前間停留場一覧（廃止時点）
武蔵ヶ辻 - 安江町 - 白銀町→英町→金沢駅前→白銀町
- 安江町は戦中の廃止から1950年代前半に復帰。
- 英町は旧称「六枚町」。

金沢駅の脇、市内線金沢駅前停留場の北には北陸鉄道浅野川線の起点北鉄金沢駅（当時は地上）が立地した。浅野川線と市内線の間に連絡線が敷かれていた時期があり、北鉄金沢駅改築に伴う連絡線廃止後も一部線路が残って時間調整用の留置線として使用されていた。
ループ線上の英町（六枚町）停留場から北陸本線を挟んで西へ約300メートルの場所には北陸鉄道金石線の起点中橋駅があった。北陸本線を渡る部分は踏切（中橋踏切）があったが、1959年（昭和34年）に道路橋・地下人道が建設されている。

### 橋場町 - 東金沢駅前間

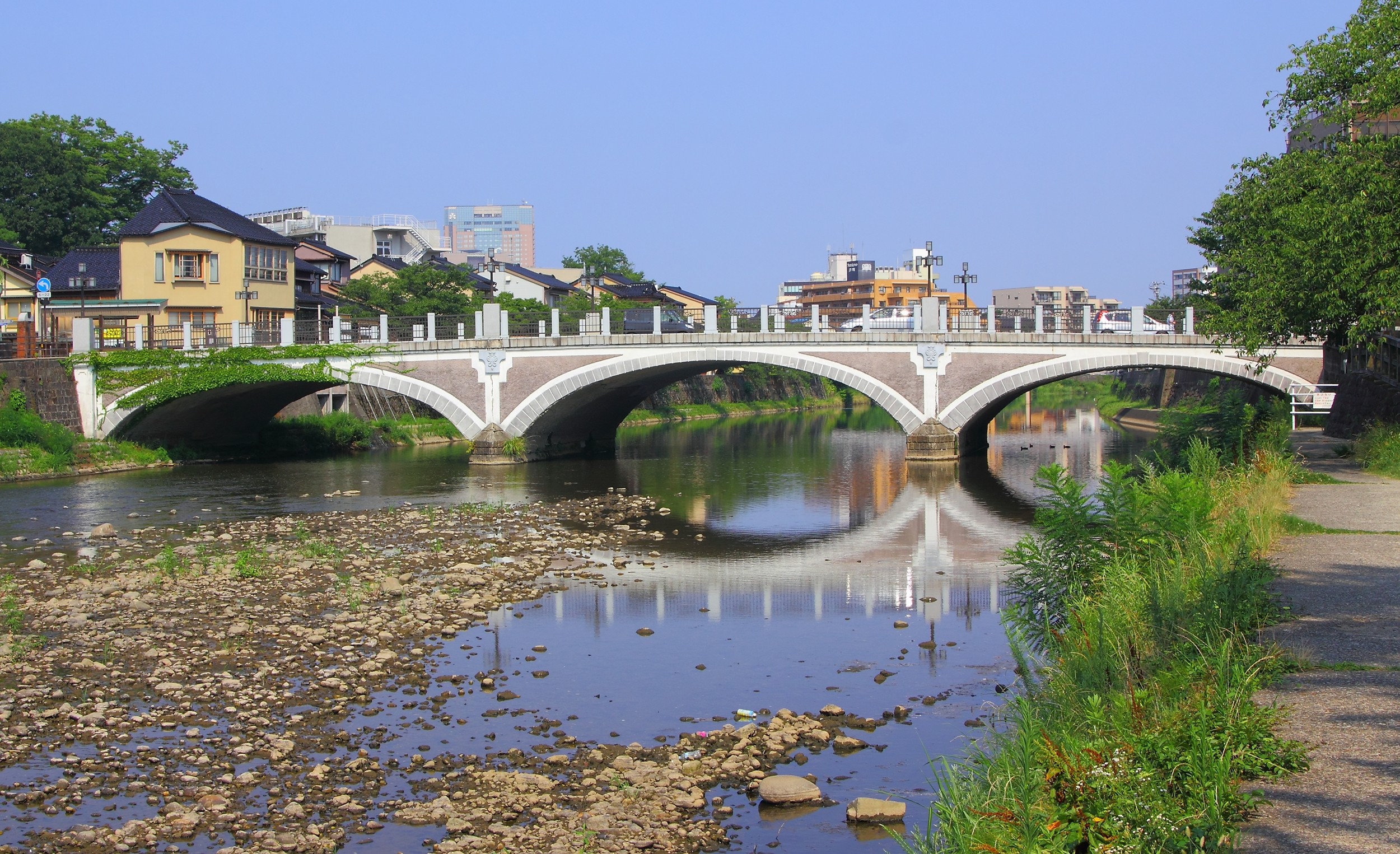
浅野川大橋（1922年竣工）

橋場町で環状線より分かれ北（北東）方向に進むと、すぐに浅野川大橋を渡り、森下町・金屋町（現・東山・森山）を経て山ノ上町の小坂神社前停留場へ至る。橋場町から山ノ上町までの道路は旧北陸街道の一部にあたる。旧北陸街道はこの先春日町を通って金沢城下の北端である大樋町に出るが、線路は旧街道を通らず1934年（昭和9年）に整備された「北端国道」を通る。途中の鳴和停留場から先は道路からはずれた単線の専用軌道区間となり、そのまま北陸本線東金沢駅前へ達した。
路線のほとんどが金沢市の旧市域に収まる金沢市内線にあって、鳴和町停留場付近以北に限り旧石川郡小坂村の地域を通っていた。
当該区間設置の停留場は以下の通り。
橋場町 - 東金沢駅前間停留場一覧（廃止時点）
橋場町 - 浅野川大橋 - 森下町 - 高道町 - 小坂神社前 - 春日町 - 鳴和 - 大樋口 - 東金沢駅前
- 1950年代まで大樋口は「小坂町」

### 兼六園下 - 小立野間

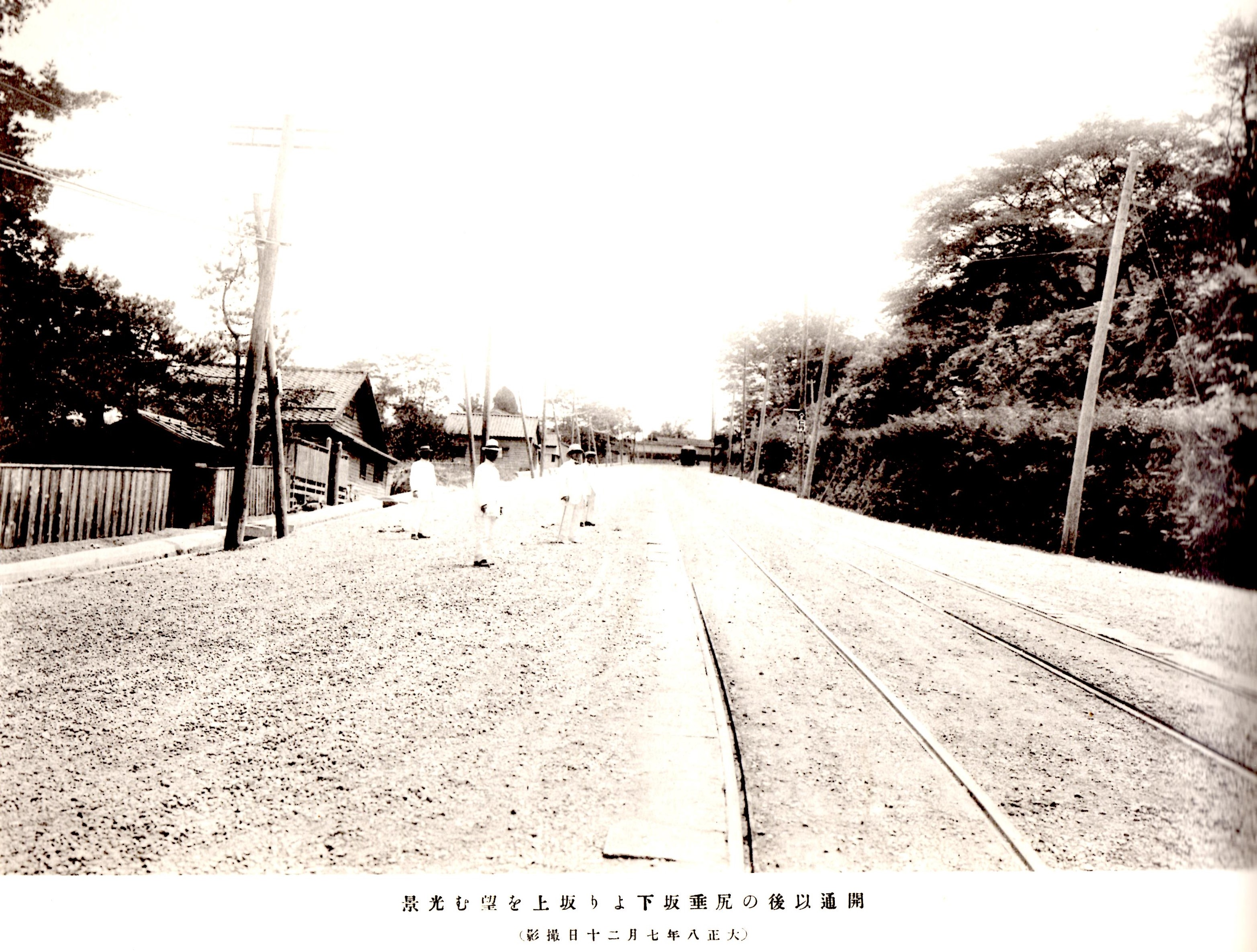
尻垂坂の線路（1919年撮影）

兼六園下で環状線より分かれ南方向に進むと、兼六園の脇に位置する兼六坂（旧称尻垂坂）を登る。兼六園の敷地に沿って直角に右、次いで左に曲がると小立野台地上にたどり着く。その先は南東方向へ下石引町・中石引町と進み、上石引町の金沢大学附属病院正面道路との交差点に終点小立野停留場があった。なお1964年に成立した町名としての小立野は線路終端よりも先の地域である。
当該区間設置の停留場は以下の通り。
兼六園下 - 小立野間停留場一覧（廃止時点）
兼六園下 - 出羽町 - 下石引町 - 小立野
- 下石引町はは戦中の廃止から1940年代後半に復帰（復帰時は「二中前」）。その後1950年代まで「中石引町」と称す。

### 香林坊 - 野町駅前間

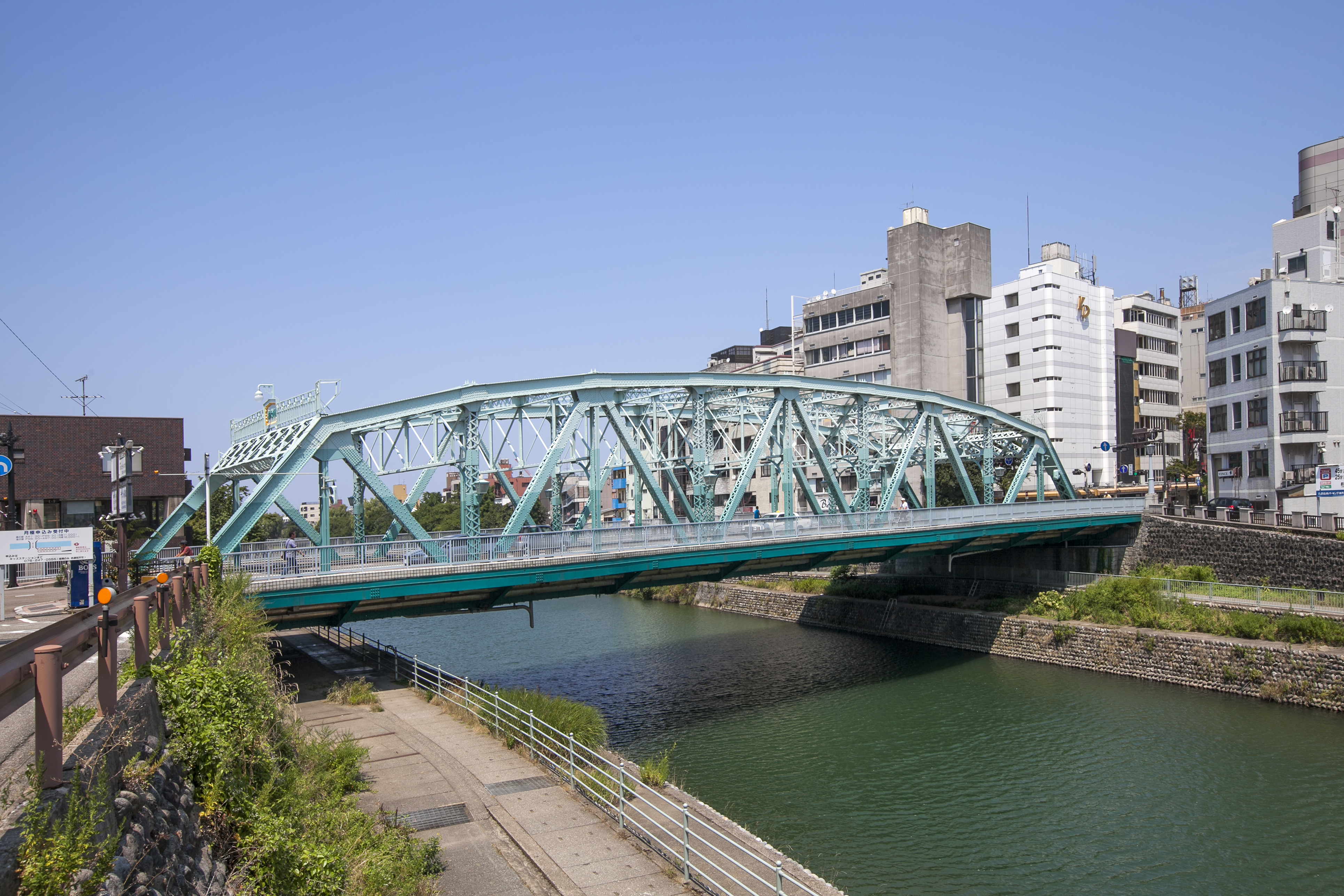
犀川大橋（1924年竣工）

香林坊で環状線より分かれ南（南西）方向に進むと、まず片町にさしかかる。旧北陸街道上に位置する片町は、江戸時代からの商業地であり、戦後も金沢市を代表する繁華街である。
片町から犀川大橋を渡ると野町に入る。ここも旧北陸街道上の町であり、野町1丁目と2丁目の間にあたる商店街中心部で道幅が広くなったところを野町広小路という。路線はここ野町広小路停留場で寺町への路線を分ける。また停留場より北西へ約400メートル進んだ場所には北陸鉄道石川線の起点白菊町駅が立地した。
野町広小路から先は野町5丁目付近まで道路上を進む。そして道路を西へ外れ、複線の専用軌道で坂を下ると石川線野町駅前に到達した。終点の野町駅前停留場は野町駅より駅前広場を挟んだ向かい側に位置し、終端ホーム部分は単線になっていた。また石川線との間に単線の連絡線が敷設されていた。一方、市内線の線路は1944年（昭和19年）の廃線まで「松金線」としてそのまま郊外の松任まで続いていた。
当該区間設置の停留場は以下の通り。
香林坊 - 野町駅前間停留場一覧（廃止時点）
香林坊 - 片町 - 野町広小路 - 野町四丁目 - 野町駅前
- 片町 - 野町広小路間の犀川大橋停留場は1962年8月6日付廃止
- 片町は戦中の廃止から1940年代後半に復帰、犀川大橋も1950年代前半に復帰。

### 野町広小路 - 寺町間
野町広小路にて野町駅前方面の路線より分かれた分岐線は、南東方向へ進み野田寺町（現・寺町）を5丁目から1丁目まで貫く。野田寺町は地名の通り寺院の集まる地域（寺町寺院群）で沿道には寺院が数多く並ぶ。戦前は周辺地域に第9師団関連施設が立ち並び、商店がにぎわった地域でもある。線路の終端寺町停留場は犀川の上菊橋につながる道路との交差点の手前に位置した。
当該区間設置の停留場は以下の通り。
野町広小路 - 寺町間停留場一覧（廃止時点）
野町広小路 - 大桜 - 寺町三丁目 - 寺町二丁目 - 寺町
- 大桜は戦中の廃止から1947年4月に復帰、寺町二丁目も1949年11月に復帰。

### 配線の特徴
ここまで述べてきた中で、5か所ある路線の分岐点のうち環状線上の4か所（武蔵ヶ辻・橋場町・兼六園下・香林坊）にはそれぞれデルタ線が形成されどの方向にも分岐可能な配線であった。4か所とも信号・分岐器の操作に係員が配置されており、中でも香林坊ではデルタ線中心部の道路上に信号扱い所が突き出ていた。一方、環状線外の野町広小路の分岐点は分岐器が自動化されていた。
1963年6月時点の営業キロ12.5キロメートルのうち複線区間は10.6キロメートル。単線区間は上記の通り金沢駅前周辺のループ線と鳴和町 - 東金沢駅前間にあった。また複線区間の渡り線は1962年時点で兼六公園下・香林坊・野町4丁目・小坂神社前の4か所に設置されていた。

## 運行系統
1962年時点で設定されていた運行系統は下表の6系統である。系統番号は金属の系統板に描かれ、車両前面に掲出されて運行された。
| 番号 | 系統板                              | 区間                                                | 特記事項                                                 |
| ---- | ----------------------------------- | --------------------------------------------------- | -------------------------------------------------------- |
| 1    | 円形:赤地に白字                     | 小立野 - 公園下 - 橋場町 - 武蔵ヶ辻 - 金沢駅前      | 車両は小立野 - 金沢駅前 - 寺町 - 金沢駅前 - 小立野と運行 |
| 2    | 円形:黒地に白字（1系統の裏）        | 金沢駅前 - 武蔵ヶ辻 - 香林坊 - 寺町                 | 車両は小立野 - 金沢駅前 - 寺町 - 金沢駅前 - 小立野と運行 |
| 3    | 四角:白地に黒字                     | 小立野 - 公園下 - 香林坊 - 野町駅前                 | 車両は小立野 - 野町駅前 - 鳴和 - 野町駅前 - 小立野と運行 |
| 4    | 四角:青地に黄字（3系統の裏）        | 野町駅前 - 香林坊 - 武蔵ヶ辻 - 橋場町 - 鳴和        | 車両は小立野 - 野町駅前 - 鳴和 - 野町駅前 - 小立野と運行 |
| 5    | 逆三角形:黄地に青字                 | 寺町 - 香林坊 - 公園下 - 橋場町 - 鳴和 - 東金沢駅前 | 20時まで運行。以後終電までは4系統を東金沢駅前まで延長    |
| 6    | 四角形の四隅を切った八角:白地に赤字 | 公園下 - 香林坊 - 武蔵ヶ辻 - 金沢駅前               | 朝ラッシュ時のみ運行                                     |

## 運賃の推移
金沢電気軌道による市内線開業時より運賃制度は区間制であり、1区3銭に始まり最長の乗車で片道9銭を要した。これを1927年（昭和2年）2月11日付の料金改定で均一制に改め、片道5銭・往復9銭均一と定めた。この料金改定は早朝割引券や回数乗車券の値下げも伴っており、当時の不況に対応するための実質的な運賃値下げであった。
北陸鉄道発足時も5銭均一運賃が維持されていたが、太平洋戦争中の1944年（昭和19年）7月に10銭均一に値上げされる。戦後インフレ期には値上げが相次ぎ、1946年（昭和21年）3月30銭、翌1947年（昭和22年）4月40銭、同年7月1円、1948年（昭和23年）3月1円50銭、同年6月2円50銭、同年8月5円と、2年5か月で約17倍に引き上げられた。
1950年代に入ると1950年（昭和25年）11月改定で5円均一から6円均一となる。さらに翌1951年（昭和26年）10月に8円、1952年（昭和27年）4月には10円へと値上げされた。さらに1955年（昭和30年）12月からは13円均一へと改訂された。
この13円均一運賃は8年間据え置かれたが、高度経済成長に伴う人件費・諸経費増加と釣り合わなくなり会社経営を悪化させる一因となったため、1963年（昭和38年）12月より15円均一に値上げされた。この運賃が4年後の市内線廃止まで維持されている。

## 車両
以下、金沢市内線で使用されていた車両について、前身金沢電気軌道時代を含めて記述する。

### 木造単車

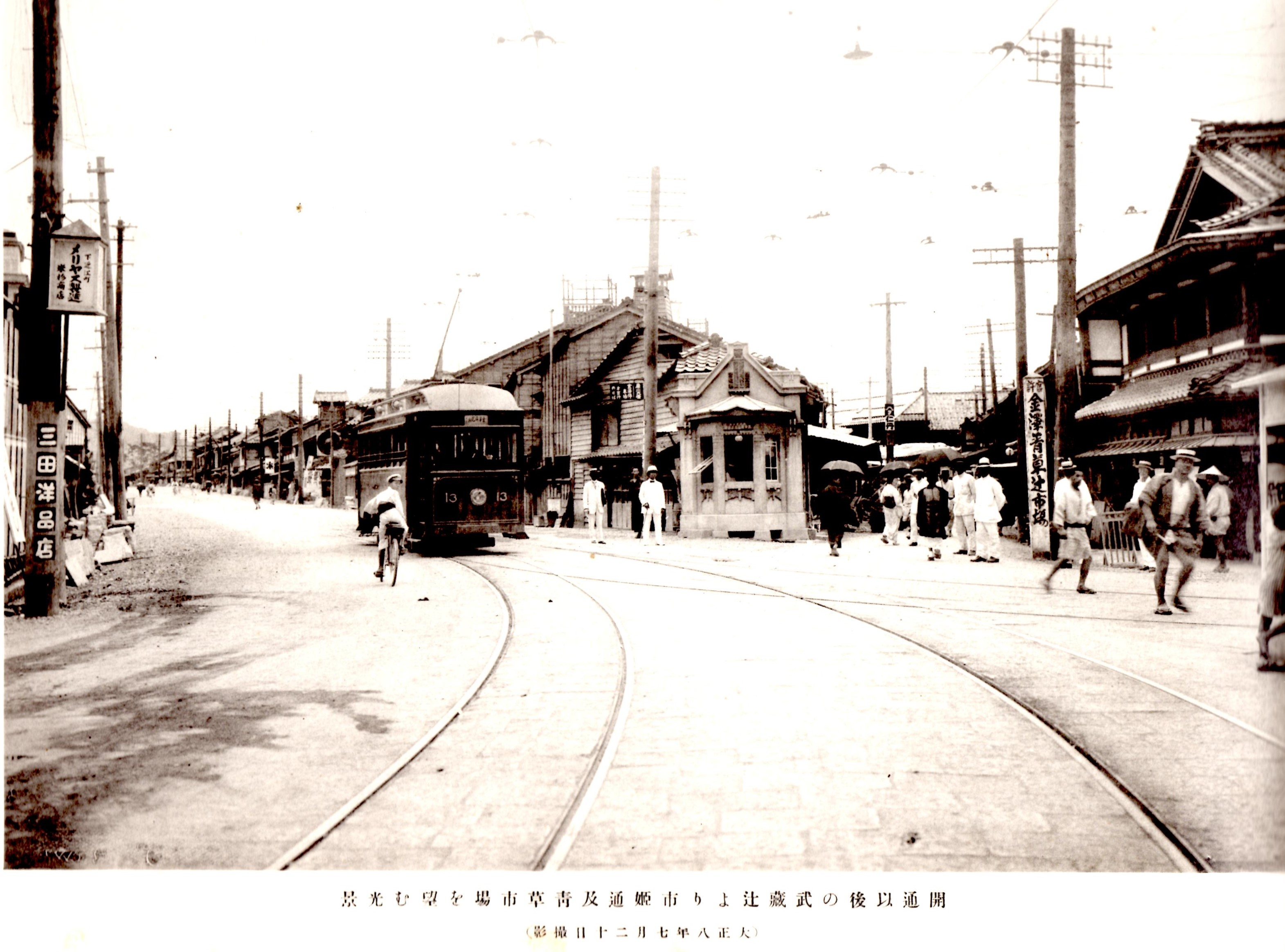
開業時の武蔵ヶ辻を走る13。

デ30形 (30 - 49)・デ60形 (60 - 69)・デ80形 (80 - 99)
金沢電気軌道市内線開業時からの木造単車であり、1919年（大正8年）1月に20両（旧番号：1 - 20）、1920年（大正9年）3月に10両（旧番号：21 - 30）、1921年（大正10年）4月20両（旧番号：31 - 50）の順でいずれも汽車製造にて製造された。製造年による違いはほとんどなく、長さ8.876メートル・幅2.235メートル、側面ドアのないオープンデッキ（後からドアが取り付けられた車両もある）およびダブルルーフ（二重屋根）構造の車体にブリル21E形台車を履くという形態であった。定員は40人。車体の色は当初は赤色だったが早い時期に緑色一色に改められた。1927年（昭和2年）、製造順ごとにデ30形30 - 49・デ60形60 - 69・デ80形80 - 99へと改番された。
1932年（昭和7年）にデ60形4両・デ80形6両、1942年（昭和17年）にデ30形5両が半鋼製のモハ300形へ改造される。次いで1944年（昭和19年）にデ80形3両が呉市電へ譲渡され呉市電80形となった。
戦後1949年（昭和24年）に記号を「デ」から「モハ」に改める。同年7月の車庫火災では7両が焼失。その後もモハ60形や半鋼製単車モハ310形への改造が生じて番号が不揃いとなったため、残存車は1953年（昭和28年）にモハ50形 (51 - 59) に整理されたが、1963年時点では別の車体に載せ替えた事業用車59号が残るのみであった。1964年（昭和39年）廃形式。
上記モハ60形 (60・61) はデ87・デ94の2両を木造車体のまま改造したもので、ドアを折り戸から引き戸に直し、車体幅を広げて定員を46人としたもの。1963年時点では60は休車、61は事業用車扱いであった。
デ400形 (401 - 406)
北陸鉄道発足後に名古屋市電から転入した3形式のうちの一つ。6両あり、デ400形401 - 406とされて1947年（昭和22年）にまず401 - 403の3両が松金線用、404 - 406が金石線用として認可を受けた。1949年になって市内線へ転入。車庫火災で401・403の2両が焼失し、残った4両が1949年の一斉改番でモハ170形 (171 - 174) となった。1951年（昭和26年）全車廃車。
名古屋市電ではLSC形343 - 348（1923年製）とされた車両。1941年度に連接車2600形への改造名義で廃車された単車15両 (338 - 352) に含まれるが、名古屋側の資料によると廃車の6両を整備して売却したという。他の名古屋市電からの転入車と同様、金沢でも上部クリーム色・下部濃緑色の塗装で運転された。
デ500形 (501・502)
デ400形と同じく名古屋市電から1947年に転入した車両。名古屋市電の1号が501、2号が502として転入するが、1949年の車庫火災で501は廃車となる。一斉改番で502はモハ160形 (161) となった。同車も1951年に廃車されている。
名古屋側の資料によると桑名電軌から名古屋市電に転入した車両 (1・2) を整備の上売却したとされる。
デ600形 (601・602)
元は京都市電の狭軌1形電車（いわゆる「N電」）。名古屋市電経由で1947年に2両が転入、旧番号N81が601、旧番号N106が602となり、一斉改番でさらにモハ150形 (151 - 152) となった。1951年2両とも廃車された。

### 半鋼製単車
モハ200形 (201 - 205)
金沢電気軌道時代の1931年（昭和6年）に導入された、市内線で最初の半鋼製単車ある。メーカーは藤永田造船所。長さ8.88メートル・幅2.23メートルと寸法は在来の木造車とほぼ同一だが定員は48人となった。1949年の車庫火災により203は廃車。残る4両は1966年（昭和41年）までに廃車された。
車体塗装はモハ300形・モハ310形とともに緑（ダークグリーン）の単色であった。
モハ300形 (301 - 315)
木造単車から流用した台車・電装品にモハ200形と同形態の半鋼製車体を載せた車両である。まず金沢電気軌道時代の1932年（昭和7年）にデ60形4両 (64-66・68) とデ80形6両 (81・85・89・91・93・95) から機器を流用し、藤永田造船所で10両 (301 - 310) 製造される。次いで1942年（昭和17年）、デ30形5両 (30 - 34) からの流用品で5両 (311 - 315) 追加された。2次車は東京工業所製である。
1965年（昭和40年）に309が脱線転覆事故を起こす。これを契機に廃車が進められ、路線廃止まで残存したのは4両だけであった。
モハ310形 (316 - 320)
5両に導入された半鋼製単車で、長さ8.8メートル・幅2.23メートルはモハ300形と同じだが定員が40人と少ない。元は1947年より松金線で使用されていたモハ600形 (601 - 605)。前歴をさかのぼると1925年に三重県の朝熊登山鉄道が導入した車両であり、これが名古屋市電経由で北陸鉄道に転入してきた。1953年（昭和28年）に5両とも車体幅を詰めモハ30形から転用した台車・電装品に振り替えるなどの改造が加えられ、松金線から市内線へ転属した。この車両は書類上では機器を提供したモハ30形の改造扱いとされており、モハ600形側は廃車手続きがとられている。
揺れが激しく乗客の評判が悪かったといい、稼働機会が徐々に減って1964年に316 - 318の3両が廃車され、事業用車扱いとなった319・320も1965年に廃車された。

### ボギー車
モハ2000形 (2001 - 2010)
金沢市内線初のボギー車。1949年11月22日に初めて運転され、翌年3月までに計10両導入された。メーカーは近畿車輛。全長10.5メートルとボギー車としては小型で、車体幅も2.2メートルである上に急カーブ対応のため車体の前後が絞られており細く見える。定員70人。
モハ2100形 (2101 - 2112)
モハ2000形に続いて1951年（昭和26年）12月に広瀬車両で製造された車両。全長が11.0メートルに伸び、ドア位置が車体前後から車体前・中点対称の配置に改められた。定員は70人。
モハ2200形 (2201 - 2206)
モハ2100形に続く形式で、1956年（昭和31年）2201・2202、1957年（昭和32年）2203 - 2205、1958年（昭和33年）2206の順で製造された。メーカーは6両とも日本車輌製造。主電動機数が在来車の1両2基から1両4基に増強され、ほかにも遮断器 (LB) 付き制御器やブレーキ弁の操作角度に応じてブレーキ力が調整されるセルフラップ式ブレーキの採用など新機軸が採用されている。定員は70人。
モハ2300形 (2301・2302)
市内線最後の新造車両であり、1961年（昭和36年）3月日本車輌製造にて製造された。1両4基の主電動機やセルフラップブレーキをモハ2200形と同様に採用するとともに、新たに間接制御方式・常用電気ブレーキを採用し、弾性車輪とエリゴバネを用いた新型台車を履く高性能車であった。定員は70人。
モハ2050形 (2051)
武蔵中央電気鉄道（東京都八王子市）の1形を前歴とする車両。同社の8号が1938年（昭和13年）に北陸鉄道金石線の前身・金石電気鉄道に転入し、北陸鉄道モハ1101となった後、1951年に金石線から金沢市内線へ転籍した。市内線転籍に際し、車体の前頭部を絞るなどの改造を受けている。定員は64人。
モハ2060形 (2061・2062)
琴平参宮電鉄（香川県）のデハ80形を前歴とする車両。路線廃止に伴い1963年（昭和38年）に北陸鉄道が2両購入し、81を2061、83を2062とした。しかし車体幅が広く急曲線の多い金沢市内線には適さないことから、1964年（昭和39年）に自社工場で車体を新造した上で使用を開始した。
ボギー車の車体塗装は、旧塗装が上部クリーム色・下部マルーンのツートンカラー、新塗装が下部をピンクに塗り替えたツートンカラーであった。

### 備考

#### 集電装置について
車両の集電装置は開業以来トロリーポールであったが、1950年にモハ170形にてビューゲル交換の試験が行われ、同年12月1日よりボギー車モハ2000形を含む全車のビューゲル化が完了した。なおボギー車のうちモハ2100形・モハ2200形・モハ2300形は新造時からパンタグラフを搭載した。

#### 廃線後の車両譲渡
路線廃止後、33両在籍したボギー車のうち17両が名古屋鉄道（名鉄）へ、2両が豊橋鉄道へ、3両が福井鉄道へとそれぞれ転出した。転出後の形式名・番号との対照は以下の通り。
| 北陸鉄道での形式名・番号 | → | 移籍先での形式名・番号                               | 譲渡年月  |
| ------------------------ | - | ---------------------------------------------------- | --------- |
| モハ2000形2001 - 2010    | → | 名鉄モ550形550 - 559                                 | 1967年7月 |
| モハ2100形2107           | → | 名鉄モ530形531                                       | 1968年3月 |
| モハ2200形2201 - 2206    | → | 名鉄モ560形561 - 566                                 | 1968年3月 |
| モハ2300形2301・2302     | → | 豊橋鉄道モハ300形301・302 （後のモ3300形3301・3302） | 1967年5月 |
| モハ2050形2051           | → | 福井鉄道モハ500形501                                 | 1967年9月 |
| モハ2060形2061・2062     | → | 福井鉄道モハ510形511・512                            | 1967年9月 |

名鉄へ移籍した17両はいずれも名鉄岐阜市内線で使用されたが、1997年（平成9年）までに全車廃車された。豊橋鉄道へ移った東田本線（市内線）で運用ののち2両そろって2000年（平成12年）に廃車。福井鉄道へ転出の2両は福武線の福井市内区間で運用されたが、1969年（昭和44年）に移籍2年で廃車となる。その福井鉄道は名鉄で1988年に廃車となったモ560形562（旧モハ2200形2202）を購入し、イベント用車として2006年（平成18年）まで保有していた。
単車で他の事業者へ移籍したものはない。単車のうちモハ200形202・205とモハ300形304・308・315の5両は石川県水産課が買い取り、1967年5月30日、金石港沖9.5キロメートルの海底に魚礁として沈めた。

#### 保存車
路線の廃止後、以下の車両が寄贈・売却された。なおこれらの車両は一切現存しない。
- モハ300形301 ： 石川県立児童会館（金沢市出羽町）へ寄贈
- モハ300形302 ： 小立野児童公園（金沢市小立野）へ寄贈
- モハ300形305 ： 石川県立養護学校（野々市町）へ寄贈
- モハ300形310 ： 野々市町の個人へ売却
- モハ300形311 ： 金沢市内の個人へ売却
- モハ2100形2108 ： 幼稚園へ売却
- モハ2100形2110 ： 生コン工場へ売却

車両のうち一両は1967年（昭和42年）に開業した金沢市西金沢二丁目の飲食店「青電車」で店舗として使用されていたが、10年後に窓などが錆びたためやむなく撤去され、同店では同じ場所にカウンターやテーブル席を設けた高さ3mの緑色の車両レプリカを設置している。
そのほか、他の事業者へ移籍した車両の中に保存されているものが存在する。一つは名鉄経由で福井鉄道に渡った旧モハ2200形2202（モ560形562）で、2006年にJR貨物グループのジェイアール貨物・北陸ロジスティクスが引き取り富山県の伏木駅に運び込まれた。旧モハ2200形では名鉄で廃車後譲渡された車両も2両あり、うち1両（旧2203）が静岡県掛川市に残る（2009年時点）。豊橋鉄道へ渡った旧モハ2300形は2両とも2000年に鉄道総合技術研究所の試験車となり、その後1両（旧2302）のみ栃木県の「那珂川清流鉄道保存会」に引き取られた。